# Palazzetto (San Donà di Piave)
Palazzetto è una frazione di San Donà di Piave, nella città metropolitana di Venezia.

## Storia
Il nome della frazione richiama la presenza nel passato di una piccola casa padronale (palazzetto), collocata su un sito più alto rispetto alla palude che invadeva il territorio prima delle bonifiche.
Palazzetto presenta una caratteristica singolare: è il luogo che in tutto il territorio compreso tra il Livenza e il Piave presenta gli aspetti di maggior corrispondenza tra quanto indicato nei documenti storici e l'attuale situazione geopedologica. Infatti, secondo lo studio a suo tempo predisposto dalla provincia di Venezia, è ancora significativamente presente una consistente quantità di sedimenti sabbiosi sciolti, depositati negli anni dalle acque del nuovo corso del Piave che fu fatto sfociare nel canale Cin di Palazzetto nella seconda metà del XVII secolo, creando successivamente il grande Lago della Piave. Ciò ha creato un territorio suddiviso in bacini paludosi indipendenti che partiva proprio da Palazzetto fino al fiume Livenza, avente un perimetro di circa 60 km, in cui defluivano le acque di quello che era diventato il nuovo Piave. I lavori per quella grande opera iniziarono nel 1642 e contemporaneamente si iniziò la costruzione degli argini che vennero completati nel 1645 presenti ancora a Palazzetto e frazioni vicine come Passarella e Cittanova. Nel 1683, una rotta degli argini in località Landrona (oggi Revedoli) portò verso Cortellazzo la foce del fiume svuotando tale lago.
A Palazzetto per anni si è festeggiata la sagra dell'asparago, orticola che si coltiva facilmente grazie alla presenza di suoli sabbiosi lasciati da quel antico grande lago.
La chiesa, dedicata alla Madonna della Pace, venne ufficialmente inaugurata il 23 maggio 1925 e la sua costruzione fu possibile per il concorso dei proprietari dell'azienda agricola Vianello. Ora la chiesa è dipendente dalla parrocchia del Duomo di San Donà.